# Grand-Métis
Grand-Métis es un municipio canadiense situado en la provincia de Quebec.

## Superficie
Grand-Métis tiene una superficie de 25,12 km².

## Demografía
En 2021, tenía 218 habitantes, una densidad poblacional de 8,7 hab./km², y 206 viviendas.